# 二氢卟吩
有机化学中，二氢卟吩是一种大型杂环化合物，具有一个芳香环作为核心，由3个吡咯与一个吡咯啉通过四个=CH-连接而成。不同于卟吩或卟啉的中央芳香环结构，二氢卟吩的芳香性不是通过环的整体周围。
含镁的二氢卟吩形成了叶绿素，是叶绿体的核心光敏色素。
相关的化合物，由两个吡咯与两个吡咯啉形成大环的分子称为细菌卟吩（bacteriochlorin）与异菌卟吩（isobacteriochlorin）。

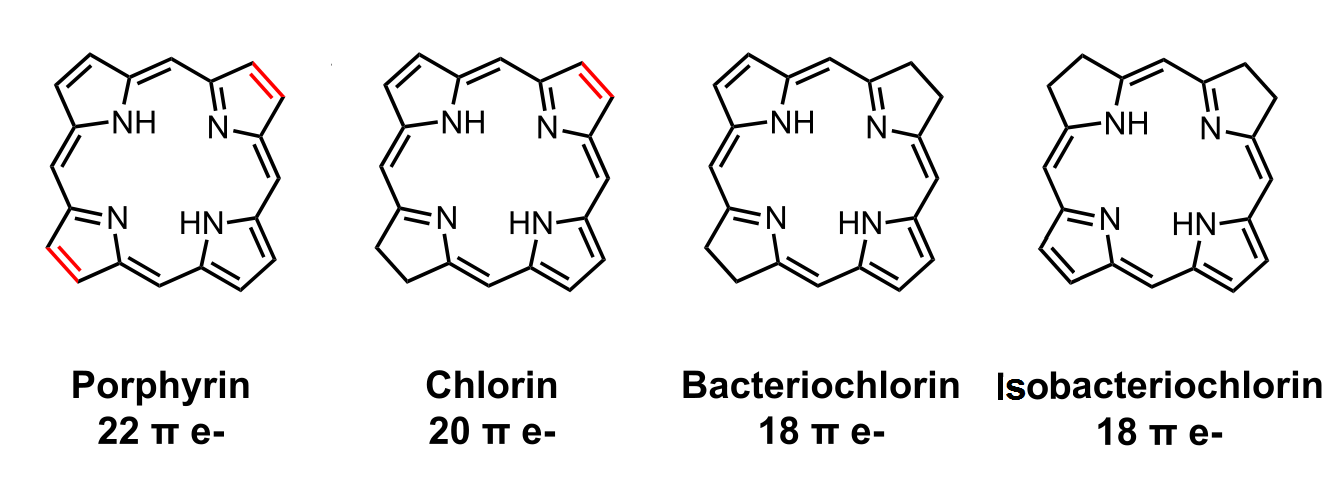
结构比较卟吩，二氢卟吩，细菌卟吩，异菌卟吩。注意C=C 双键的位置在两种细菌卟吩与异菌卟吩。大环的每个双键有两个π电子 (符号化为by π e^{−})。

由于具有光敏性，二氢卟吩用于试验性的光動力療法。